# Liste der Botschafter der Vereinigten Staaten in Togo
Der Botschafter der Vereinigten Staaten von Amerika in Togo ist der bevollmächtigte Botschafter der Vereinigten Staaten von Amerika in Togo.

## Botschafter
| Amtszeit  | Name                      | Bemerkungen                                                  |
| --------- | ------------------------- | ------------------------------------------------------------ |
| 1960–     | Jesse MacKenzie MacKnight | Chargé d’Affaires ad interim                                 |
| 1960–1961 | Leland Judd Barrows       | Zeitgleich im Kamerun akkreditiert                           |
| 1961–1964 | Leon Baqueiro Poullada    |                                                              |
| 1964–1967 | William Witman II         |                                                              |
| 1967–1970 | Albert William Sherer Jr. | Zwischen 1968 und 1969 auch in Äquatorialguinea akkreditiert |
| 1970–1974 | Dwight Dickinson III      |                                                              |
| 1974–1976 | Nancy Vivian Rawls        |                                                              |
| 1976–1978 | Ronald DeWayne Palmer     |                                                              |
| 1978–1981 | Marilyn Priscilla Johnson |                                                              |
| 1982–1984 | Howard Kent Walker        |                                                              |
| 1984–1986 | Owen W. Roberts           |                                                              |
| 1986–1988 | David Adolph Korn         |                                                              |
| 1988–1990 | Rush Walker Taylor Jr.    |                                                              |
| 1990–1994 | Harmon Elwood Kirby       |                                                              |
| 1994–1997 | Johnny Young              |                                                              |
| 1998–2000 | Brenda Schoonover         |                                                              |
| 2000–2002 | Karl William Hofmann      |                                                              |
| 2003–2005 | Gregory W. Engle          |                                                              |
| 2006–2008 | David B. Dunn             |                                                              |
| 2008–2011 | Patricia McMahon Hawkins  |                                                              |
| 2012–2015 | Robert E. Whitehead       |                                                              |
| 2015–2019 | David R. Gilmour          |                                                              |
| 2019–2022 | Eric Stromayer            |                                                              |
| 2022–     | Elizabeth Fitzsimmons     |                                                              |